# ATC kód V11
ATC kód V11 Fytofarmaka je hlavní terapeutická skupina anatomické skupiny V. Různé.
V11 Fytofarmaka - přehled léčivých přípravků na stránce Státního ústavu pro kontrolu léčiv.

## Poznámka
- Registrované léčivé přípravky na území České republiky.
- Informační zdroj: Státní ústav pro kontrolu léčiv, Všeobecná zdravotní pojišťovna.